# Cortes de Guadalajara de 1390
Las Cortes de Castilla fueron celebradas en la villa de Guadalajara entre marzo y mayo de 1390, durante el reinado de Juan I de Castilla (1379-1390). Las Cortes de Castilla eran la asamblea estamental del Reino de Castilla y León, que reunía a los representantes de la nobleza, el clero y el estado llano o las ciudades. Las Cortes de Guadalajara estuvieron precedidas por las de Valladolid, Briviesca, Segovia y Palencia, que supusieron una intensa actividad legislativa al final del reinado de Juan I. En Guadalajara, las Cortes se reunieron nuevamente en 1408.

## Historia
El rey convocó las Cortes en la primavera de 1390. Según el canciller López de Ayala, el monarca había proyectado abdicar en su hijo, Enrique, y así se lo comunicó a su consejo, que lo disuadió de sus pretensiones.
La reunión estuvo marcada por el protagonismo de los procuradores del estado llano, que exigieron al monarca un alivio de las cargas fiscales que soportaban como consecuencia de la reciente guerra con Portugal (batallas de Trancoso, Aljubarrota y Valverde). Por el Ordenamiento de Lanzas, se fijó el número de efectivos militares del reino en 4.000 lanzas o soldados, 1500 jinetes y 1000 ballesteros.
Así mismo, los procuradores se quejaron de que «las Iglesias del Regno eran mal servidas» por los numerosos clérigos extranjeros que estaban a su cargo. En su consecuencia, solicitaban «omes Clérigos naturales, e suficientes personas para servir». La protesta se saldó con el envío de embajadores a Roma para exigir al Papa que los beneficios eclesiásticos fueran concedidos a los castellanos.
Las Cortes acordaron también que los pleitos de señoríos se librasen ante los alcaldes ordinarios de cada villa, así como el Ordenamiento de prelados, que estableció las exenciones fiscales de los eclesiásticos, y el Ordenamiento de sacas, que prohibía la exportación de metales preciosos y ganado, especialmente caballar.
En las Cortes, el monarca donó a su hijo, Fernando (futuro Fernando I de Aragón) el señorío de Lara, le nombró duque de Peñafiel y conde de Mayorga, y le otorgó las villas de Cuéllar, San Esteban de Gormaz y Castrojeriz y una renta anual de 400 000 maravedíes.
Tras la reunión de las Cortes, Juan I se desplazó hasta Brihuega. El rey murió en octubre de ese mismo año.